# Puskás Aréna
Puskás Aréna é um estádio de futebol localizado em Budapeste na Hungria. A construção do estádio começou em 2017 e foi concluída antes do final de 2019. O estádio foi construído no lugar do antigo Estádio Puskás Ferenc, cuja demolição foi concluída em outubro de 2016. Ambos os estádios foram nomeados em homenagem ao ex-capitão da seleção hungara Ferenc Puskás. O estádio foi escolhido como uma das sedes do Campeonato Europeu de Futebol de 2021.

## Euro 2020
| Data        | Público | Seleção       | Placar | Seleção  | Fase             |
| ----------- | ------- | ------------- | ------ | -------- | ---------------- |
| 15 de junho | 55 662  | Hungria       | 0–3    | Portugal | Grupo F          |
| 19 de junho | 55 998  | Hungria       | 1–1    | França   | Grupo F          |
| 23 de junho | 54 886  | Portugal      | 2–2    | França   | Grupo F          |
| 27 de junho | 52 834  | Países Baixos | 0–2    | Tchéquia | Oitavas de final |

## Partidas importantes

### Jogos de clubes da UEFA
| 24 de setembro de 2020 Supercopa da UEFA de 2021 | Bayern de Munique                 | 2 – 1 (pro) | Sevilla     |                 |  |
| 21:00 (UTC+1)                                    | Goretzka 34' · Javi Martínez 104' | Relatório   | Ocampos 13' | Público: 15 180 |  |

| 15 de novembro de 2019 | Hungria    | 1 – 2     | Uruguai                    |                 |  |
| 19:00 (UTC+1)          | Szalai 24' | Relatório | Cavani 15' · Rodríguez 21' | Público: 65 114 |  |